# Бустос, Давид
Давид Бустос Гонсалес (исп. David Bustos González; род. 25 августа 1990, Пальма-де-Майорка, Балеарские острова, Испания) — испанский легкоатлет, специализирующийся в беге на средние дистанции. Двукратный призёр чемпионатов Европы (2012, 2016) в беге на 1500 метров. Трёхкратный чемпион Испании. Участник летних Олимпийских игр 2012 и 2016 года.

## Биография
В детстве попробовал свои силы в различных видах спорта: в хоккее на траве, теннисе и дзюдо. С восьми лет занимался футболом. Поворотным моментом стали школьные соревнования в беге на 1000 метров, которые Давид выиграл, в том числе у соперников, которые были старше него. На тот момент ему было 14 лет. По совету своих друзей он начал тренироваться в местном легкоатлетическом клубе, и уже скоро к нему пришли первые успехи. На первых порах он совмещал занятия футболом и бегом, но это не помешало ему стать призёром юношеского первенства Испании на дистанции 1500 метров.
В 2007 году дебютировал на международной арене на чемпионате мира среди спортсменов до 18 лет, где занял четвёртое место в финале бега на 1500 метров, уступив только представителям Кении и Эфиопии. Стал чемпионом Европы среди юниоров в 2009 году, после чего начал регулярно привлекаться во взрослую сборную Испании.
На чемпионате мира в помещении 2010 года был близок к выходу в финал в беге на 800 метров, но личного рекорда 1.47,05 хватило только для четвёртого места в забеге (необходимо было попадать в первую тройку).
В 2011 году завоевал бронзовую медаль на молодёжном чемпионате Европы на дистанции 1500 метров. В олимпийском сезоне 2012 года улучшил свой личный рекорд в этом виде почти на 4,5 секунды (в начале июня пробежал за 3.34,77). Благодаря этому прорыву он смог бороться за победу на чемпионате Европы, где в медленном тактическом финале финишировал третьим.
На Олимпийских играх 2012 года не прошёл дальше предварительных забегов на 1500 метров.
Бежал в финалах чемпионатов Европы на открытом воздухе и в помещении, в 2015 году стал 12-м в полуфинале чемпионата мира. Выиграл ещё одну медаль на континентальном первенстве в 2016 году, когда уступил в беге на 1500 метров только норвежцу Филипу Ингебригтсену.
Выстпуал в финале Олимпийских игр в Рио-де-Жанейро, где финишировал на седьмом месте.
Является выпускником Открытого Университета Каталонии по специальности «Управление бизнесом».

## Основные результаты
| Год  | Турнир                                      | Место проведения         | Дисциплина     | Место       | Результат |
| ---- | ------------------------------------------- | ------------------------ | -------------- | ----------- | --------- |
| 2007 | Чемпионат мира среди юношей                 | Острава, Чехия           | 1500 м         | 4-е         | 3.46,73   |
| 2007 | Европейский юношеский олимпийский фестиваль | Белград, Сербия          | 1500 м         | 1-е         | 3.53,24   |
| 2008 | Чемпионат мира среди юниоров                | Быдгощ, Польша           | 1500 м         | 7-е (заб.)  | 3.48,54   |
| 2009 | Чемпионат Европы среди юниоров              | Нови-Сад, Сербия         | 1500 м         | 1-е         | 3.53,31   |
| 2009 | Чемпионат Европы по кроссу среди юниоров    | Дублин, Ирландия         | кросс 6,039 км | 18-е        | 19.16     |
| 2010 | Чемпионат мира в помещении                  | Доха, Катар              | 800 м          | 4-е (1/2)   | 1.47,05   |
| 2010 | Чемпионат Европы                            | Барселона, Испания       | 800 м          | 11-е (1/2)  | 1.49,08   |
| 2011 | Чемпионат Европы в помещении                | Париж, Франция           | 800 м          | 6-е (1/2)   | 1.50,46   |
| 2011 | Чемпионат Европы среди молодёжи             | Острава, Чехия           | 1500 м         | 3-е         | 3.50,59   |
| 2012 | Чемпионат мира в помещении                  | Стамбул, Турция          | 1500 м         | 13-е (заб.) | 3.43,66   |
| 2012 | Чемпионат Европы                            | Хельсинки, Финляндия     | 1500 м         | 3-е         | 3.46,45   |
| 2012 | Олимпийские игры                            | Лондон, Великобритания   | 1500 м         | 23-е (заб.) | 3.41,34   |
| 2013 | Чемпионат Европы в помещении                | Гётеборг, Швеция         | 1500 м         | 8-е         | 3.40,14   |
| 2013 | Чемпионат мира                              | Москва, Россия           | 1500 м         | 30-е (заб.) | 3.41,69   |
| 2014 | Чемпионат Европы                            | Цюрих, Швейцария         | 1500 м         | 6-е         | 3.46,92   |
| 2015 | Чемпионат мира                              | Пекин, Китай             | 1500 м         | 12-е (1/2)  | 3.42,48   |
| 2016 | Чемпионат Европы                            | Амстердам, Нидерланды    | 1500 м         | 2-е         | 3.46,90   |
| 2016 | Олимпийские игры                            | Рио-де-Жанейро, Бразилия | 1500 м         | 7-е         | 3.51,06   |